# (466799) 2015 BK62
(466799) 2015 BK62 es un asteroide perteneciente al cinturón de asteroides, descubierto el 9 de febrero de 2010 por el equipo Spacewatch desde el Observatorio Nacional de Kitt Peak (Arizona, Estados Unidos).